# Chladič

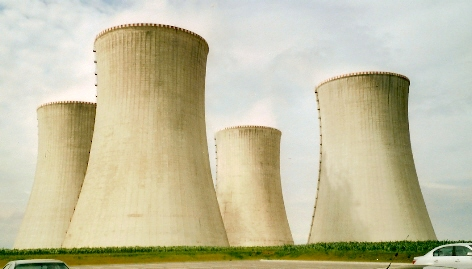
Chladicí věže

Chladič (též chladník, refrigerátor) je technické zařízení, které je konstruováno jako specializovaný tepelný výměník pro výměnu tepla, ve kterém je teplo předáváno přímo nebo nepřímo z látky, která je v chladiči chlazená, do látky, která je chladičem ohřívána (princip zachování energie).
Užitím chladiče je možno zajistit odvod nežádoucího odpadního tepla, které vzniká činností některých technických zařízení – typicky u všech druhů motorů, kdy přeměna energie na mechanickou práci produkuje odpadní teplo. Obvykle se jedná o přídavné zařízení, které odvádí nežádoucí teplo do okolního prostředí.
Chladiče se ale nepoužívají pouze u motorů, ale například i v některých elektrotechnických a elektronických zařízeních, v chemickém, farmaceutickém a potravinářském průmyslu apod.